# Brevianthaceae
Brevianthaceae, porodica jetrenjarki, dio podreda Lophocoleineae. Porodica je opisana 1981. Posrtoje dva roda

## Rodovi
1. Brevianthus J.J. Engel & R.M. Schust.
2. Tetracymbaliella Grolle